# Idotea chelipes
Idotea chelipes är en kräftdjursart som först beskrevs av Peter Simon Pallas 1766.  Idotea chelipes ingår i släktet Idotea och familjen tånglöss. Arten är reproducerande i Sverige. Inga underarter finns listade i Catalogue of Life.